# Лубнівка
Лу́бнівка — село в Україні, у Шептицькому районі Львівської області. Населення становить 214 осіб.

## Назва
Українці здавна називали своє село Вилбів, натомість польська влада називала Лубув (пол. Łubów). У 1951 році радянська влада перейменувала село на Лубнівку.

## Історія
Понад 100 років Лубів був прикордонним селом Австро-Угорщини.
У 1880 році село належало до Сокальського повіту, у селі мешкало 474 осіб та 130 осіб у панському дворі (з них 474 греко-католики, 130 римо-католиків), також були церква, школа і млин.
На 1 січня 1939 року у селі мешкало 730 осіб (460 українців-греко-католиків, 220 українців-римокатоликів, 30 поляків та 20 євреїв). Село входило до об'єднаної сільської ґміни Варенж Място, яка входила до Сокальського повіту Львівського воєводства.
Після Другої світової війни село опинилося у складі Польщі. 6-15 липня 1947 року під час операції «Вісла» польська армія виселила з Лубова на щойно приєднані до Польщі північно-західні терени 78 українців. У селі залишилося 135 поляків.
За радянсько-польським обміном територіями 15 лютого 1951 року село передане до УРСР, а частина польського населення переселена до Нижньо-Устрицького району, включеного до складу ПНР. Поляки були виселені, а село заселене українцями з ліквідованого села Середній Угринів.

## Пам'ятки

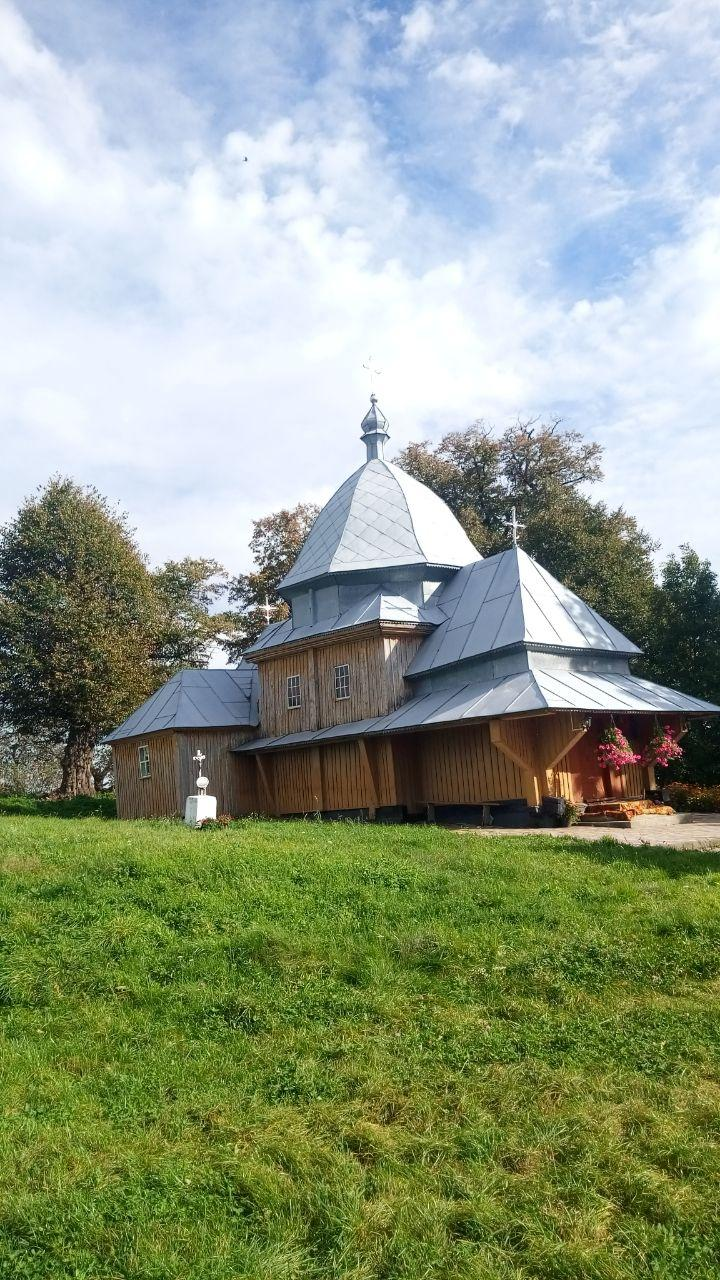

Дерев'яна церква Воздвиження Чесного Хреста збудована у 1768 році коштом домінії, як свідчить різьблений напис на одвірку головного входу.
До виселення українців і заборони УГКЦ у 1946 року церква була дочірньою від парафії Варяж Варязького деканату Перемишльської єпархії УГКЦ.